# Данте Аліг'єрі
Да́нте Аліг'є́рі (Аліґ'єрі) (італ. Dante Alighieri; 18 (22) травня / 31 травня (4 червня) 1265, Флоренція — 13/14 вересня 1321, Равенна) — видатний італійський поет доби Відродження, письменник і політик, якого називають «Батьком італійської літератури». Першим став писати літературні твори народною (тобто італійською) мовою, а не латиною. Його головний художній твір, поему «Божественна комедія» (італ. la Divina Commedia), вважається шедевром світової літератури.

## Біографія

### Ранні роки і родина
Народився у Флоренції у шляхетній родині. Точна дата народження Данте невідома: за різними джерелами, він народився в 1265 році між 14 (18) травня і 31 травня (4 червня).
Про освіту Данте теж мало відомостей, та, очевидно, він отримав добре виховання, тому що вражав сучасників незвичайною освіченістю. Є припущення, що його навчали вдома. Також відомо, що він навчався у Болонському університеті, але не закінчив його. Данте вивчав тосканську поезію, в той час, коли в Тоскані стала відома Сицилійська поетична школа (італ. Scuola poetica siciliana). Данте також цікавився поезією окситанських трубадурів та класичною поезією античності, особливо захоплювався творчістю Вергілія.
Сім'я його була відомою у Флоренції і підтримувала ґвельфів, політичний альянс, що виступав на боці Папства і був у складному протистоянні з гібелінами, які підтримували імператора Священної Римської імперії. Внаслідок внутрішніх суперечностей наприкінці XIII століття гвельфи у свою чергу поділилися на чорних і білих гвельфів і вже ворогували між собою.
Данте стверджував, що його родина походить від стародавніх римлян, (Inferno, XV, 76), але найстаршим родичем, якого він міг згадати, був Каччагуйда Єлисейський (Paradiso, XV, 135), який жив не раніше 1100 року. Батько Данте, Аліг'єро де Белінчеоне, був білим гвельфом, який не зазнав помсти гібелінів після того, як вони виграли битву біля Монтаперті на початку XIII століття. Це навіює думку, що родина Аліг'єро мала певний престиж і впливовий статус.

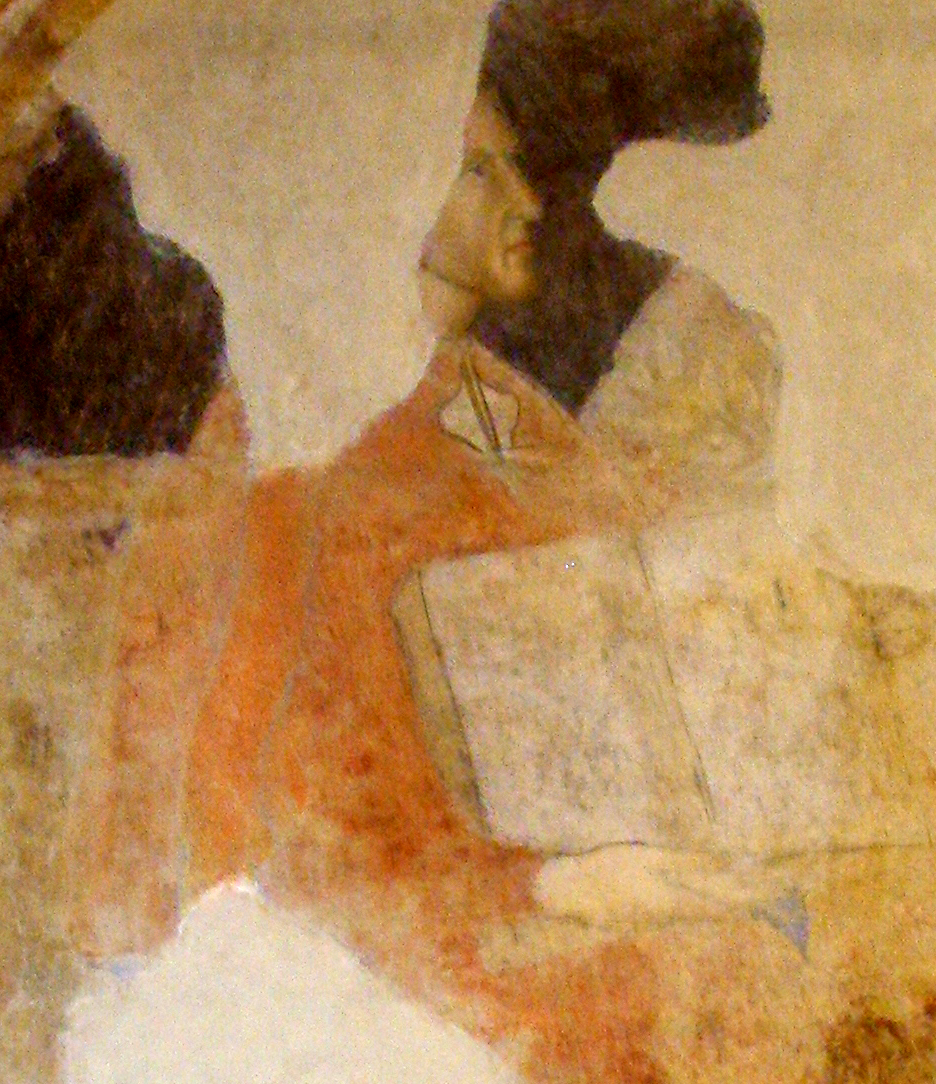
Портрет Данте на фресці у Palazzo dei Giudici, Флоренція

Матір поета звали Белла. Вона померла, коли Данте було 5 чи 6 років і його батько одружився ще раз, з Лапою ді К'ярісімо Чіалуфі. Та чи справді він одружився з нею, точно не відомо, адже в ті часи для вдівців це було непросто. Проте точно відомо, що ця жінка народила від нього двох дітей.

### Любов до Беатріче
У 1274 році, коли Данте виповнилося 9 років, він зустрів Беатріче Портінарі, дочку Фолко Портінарі, в яку закохався «з першого погляду», але ні разу навіть не заговорив до неї. Після досягнення повноліття він часто бачив Беатріче, обмінюючись з нею вітаннями на вулиці, але ніколи добре її не знав — він подавав приклад так званого «ввічливого кохання». Тепер важко зрозуміти усі його обставини. На велике нещастя для Данте, Беатріче померла 1290 року. Проте саме це кохання було найсвітлішою подією в житті Данте й, можливо, поштовхом до літературної творчості. У багатьох поезіях Данте зобразив Беатріче як напівбожество, яке постійно спостерігає за ним.
Любов до флорентійки Беатріче набрала для нього таємничого сенсу; він наповнював нею кожну мить свого існування. Її ідеалізований образ займав значне місце в поезії Данте. У 1292 році він почав творчий шлях з оповіді про юне кохання «Нове життя» (італ. «La Vita Nuova»), яке складається з сонетів, канцон і прозового коментаря про любов до Беатріче.
Сміливі і граціозні, часом свідомо грубі образи-фантазії складаються в його Комедії в певний, строго розрахований малюнок. Пізніше Данте опинився у вирі партій, був навіть завзятим муніципалістом; але у нього була потреба з'ясувати для себе основні принципи політичної діяльності, тому він пише свій латинський трактат «Монархія» (італ. «De Monarchia»). Цей твір — своєрідний апофеоз гуманітарного імператора, поряд з яким він бажав би поставити настільки ж ідеальне папство.

### Одруження
Коли Данте йшов 13-й рік, у 1277 році, його заручили з Джеммою ді Манетто Донаті. Контрактні одруження в такий ранній період були типовим явищем і включали формальну церемонію поставлення підписів перед нотаріусом. Одружився Данте 1291 року, але своє перше кохання до Беатріче проніс через усе життя. Від своєї дружини Данте мав трьох дітей: Якопо, П'єро і Антонію. Про останню відомо, що вона стала черницею. Можливо четвертою його дитиною був син Джованні. Коли Данте Аліг'єрі вигнали з Флоренції, Джемма залишилася в місті з його дітьми, доглядаючи за залишками батьківських статків.
Родина Джемми ді Донаті була одною із найвпливовіших у Флоренції в період пізнього Середньовіччя. Політично Данте належав до угрупування білих гвельфів. Після конфлікту в 1300 році між чорними гвельфами, близькими до папи Боніфація VIII, та білими гвельфами, останні зазнали поразки і їхні представники з січня 1302 року почали залишати Флоренцію, виїжджаючи зокрема до лояльної для цієї партії Равенни. Сім'я Данте Аліг'єрі також тримала сторону флорентійської партії «Черкі» (італ. Cerchi), ворогувала з партією «Донаті» (італ. Donati).
В останні роки, коли Данте жив у Равенні, навколо нього зібралися його сини, Якопо і П'єтро, поети, майбутні його коментатори, і дочка Антонія, тільки Джемма жила далеко від всієї сім'ї. Джованні Боккаччо, один із перших біографів Данте Аліг'єрі, узагальнив все це: ніби Данте Аліг'єрі одружився з примусу і за домовленістю, тому протягом тривалого вигнання жодного разу не подумав викликати до себе дружину. Беатріче визначила тон його почуття, досвід вигнання — його громадські та політичні погляди та їхній архаїзм. Данте Аліг'єрі складав свої пісні, прославляючи Беатріче, свою «Божественну Комедію», і в ній свою дружину Джемму він не згадав ані словом.

### Філософська складова у житті Данте та політична діяльність
Після смерті коханої Беатріче, Данте присвятив себе філософським дослідженням релігійних шкіл. Він брав участь у диспутах, які влаштовували публічно у Флоренції два головних церковних ордени — францисканський і домініканський.
Цю «надмірну» пристрасть до філософії пізніше буде критикувати персонаж Беатріче в «Чистилищі» (Purgatorio), другій частині Комедії.
З 1295 року почав займатися політикою, належачи до антипапістської партії. Після набрання чинності регламенту 1295 року, який дозволяв людям із середніх верств обіймати політичні посади, якщо вони зареєстровані в якомусь ремісничому цеху, Данте увійшов до цеху цілителів і фармацевтів. У наступні роки його ім'я часто згадується в реєстраційних документах.
Точний хід політичної кар'єри Данте невідомий, оскільки багато історичних документів було втрачено, але завдяки іншим джерелам відтворено велику частину його біографії: Данте був у Раді народу з листопада 1295 року до квітня 1296 року, в групі «Мудреців» в грудні 1296 року, з травня по вересень Данте входив до Ради Ста. Іноді його посилали з дипломатичною місією.

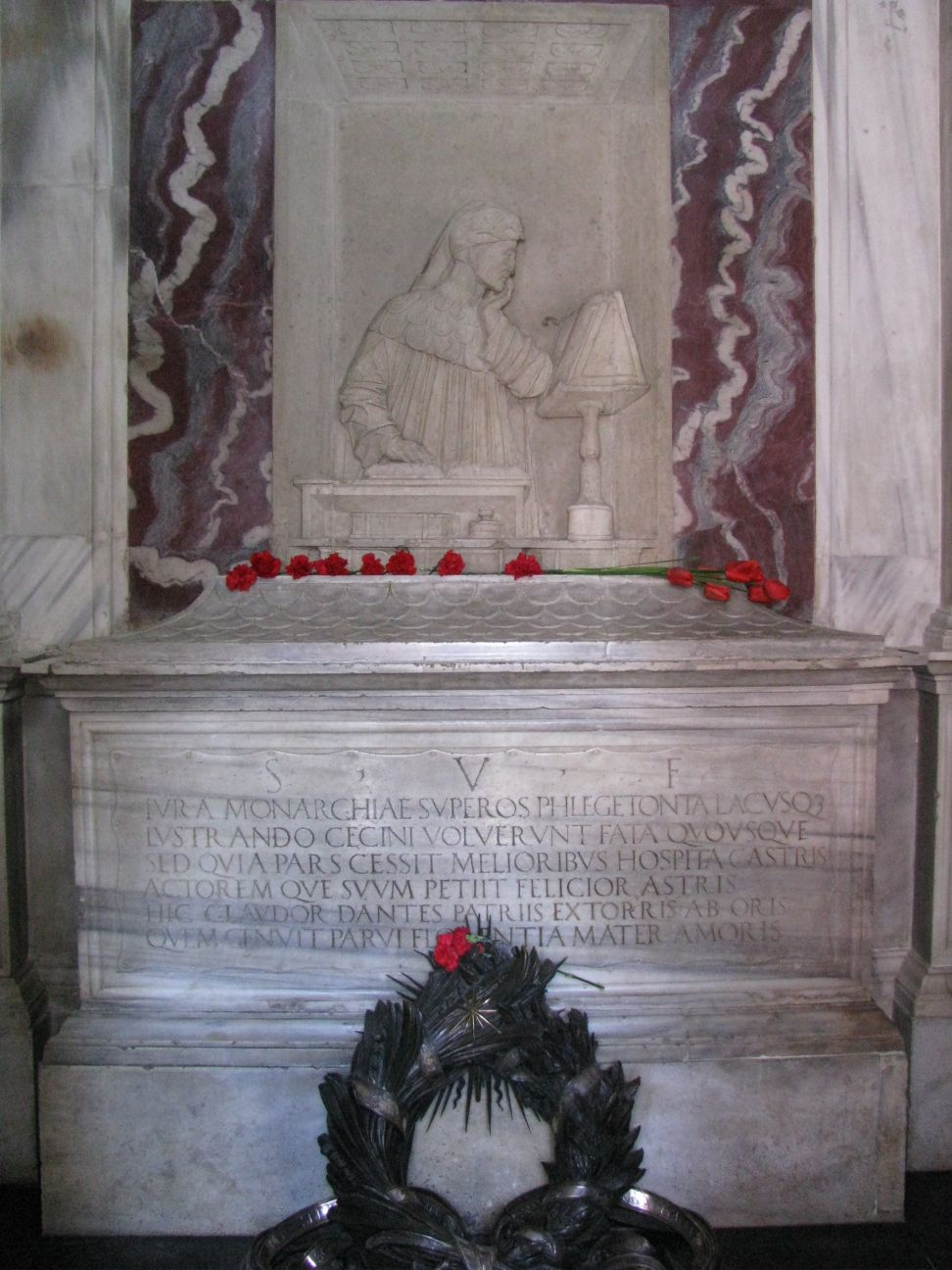
Надгробок на могилі Данте у Равенні.

Незважаючи на те, що Данте входив до партії гвельфів, він завжди намагався перешкодити своєму найлютішому ворогові Папі Боніфацію VIII. У трактаті «Про монархії» Данте Аліг'єрі продемонстрував свої політичні погляди.
Після поразки гібелінів, гвельфи поділилися на дві фракції: білі гвельфи (партія Данте) і чорні гвельфи. Спочатку розкол стався через сварку родин, проте скоро з'явилися й ідеологічні розбіжності стосовно ролі Папи Римського у флорентійських справах: чорні підтримували Папу, а білі хотіли більше свободи від Риму.

### Вигнання

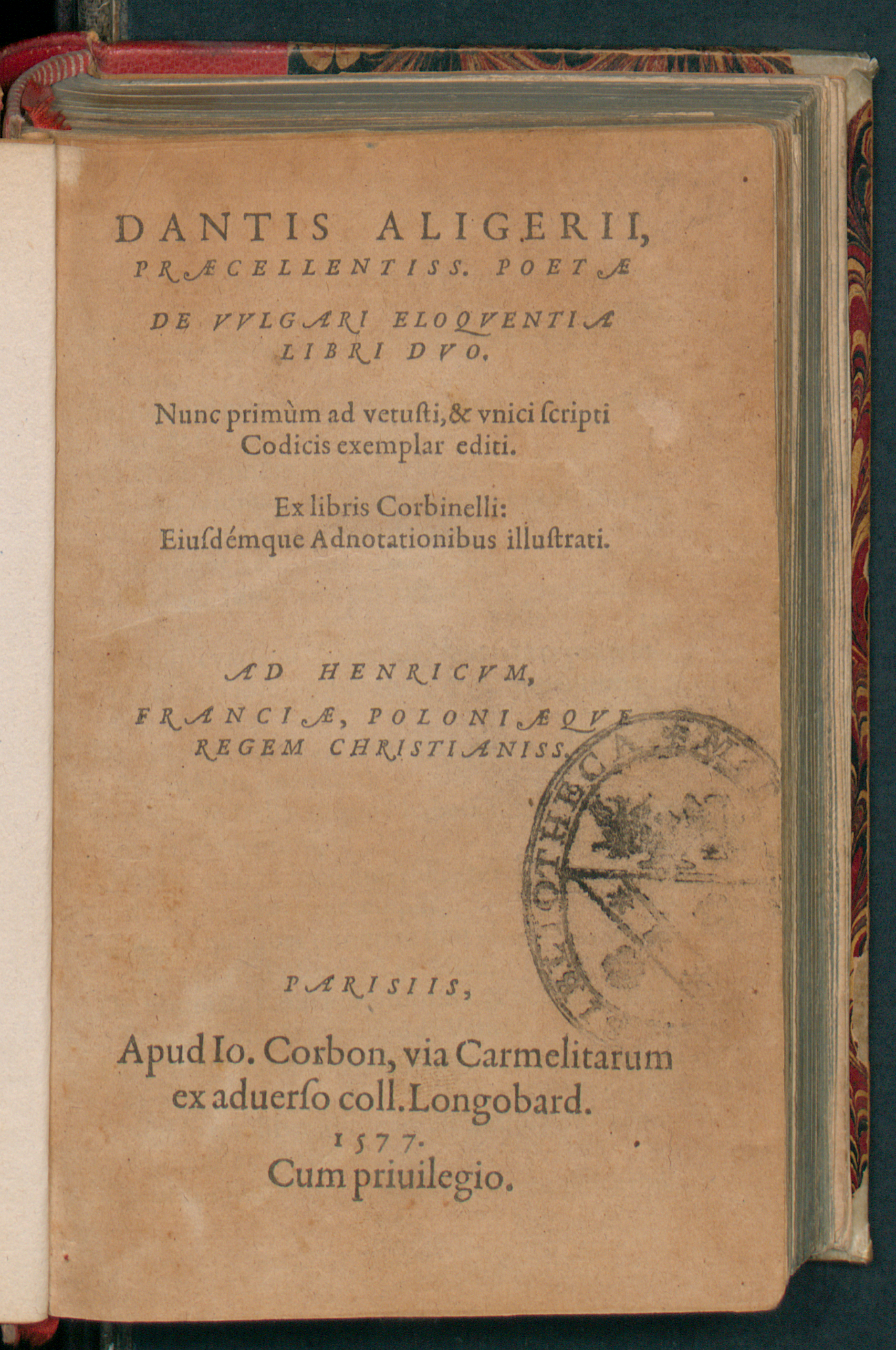
De vulgari eloquentia, 1577

Роки вигнання були для Данте роками поневіряння. Вже в ту пору він був ліричним поетом серед тосканських поетів «нового стилю» — Чіно з Пістойї, Гвідо Кавальканті, який був його другом, та інших. «La Vita Nuova» він вже написав; вигнання зробило його серйознішим і суворим. Він затіяв свій «Бенкет» (італ. «Convivio»), алегорично-схоластичний коментар до чотирнадцяти канцон. Але «Convivio» так і не закінчив: написав було лише вступ і тлумачення до трьох канцон. Не скінчив Данте, обірвавши викладення на 14-й главі 2-ї книги, і латинський трактат про народну мову, або красномовство («італ. De vulgari eloquentia»).
У роки вигнання створив поступово і при тих же умовах роботи три кантики «Божественної Комедії». Час написання кожної з них може бути визначено лише приблизно. «Рай» він дописував у Равенні, тож немає нічого неймовірного в розповіді Боккаччо, що після смерті Данте Аліг'єрі його сини довгий час не могли дошукатися тринадцяти останніх пісень, поки, за легендою, Данте не наснився своєму синові Якопо і не підказав, де вони лежать.
Про подальшу долю Данте Аліг'єрі дуже мало фактичних відомостей, слід його впродовж подальших років втрачений. На перших порах він знайшов притулок у володаря Верони, Бартоломео делла Скала; поразки в 1304 році його партії, яка намагалася силою добитися протискування до Флоренції, прирекло його на довгі мандри по Італії. Пізніше він прибув до Болоньї, в Лунідж'яне і Казентіно, в 1308—1309 роках опинився в Парижі, де виступав з честю на публічних диспутах, звичайних в університетах того часу. Саме в Парижі Данте застала звістка, що імператор Генріх VII збирається до Італії. Мрії його досконалої «Монархії» воскресли в ньому з новою силою, він повернувся до Італії, ймовірно, в 1310-му або на початку 1311-го року, бажаючи їй оновлення, а собі — повернення цивільних прав. Його «послання до народів і правителям Італії» сповнене цих надій і захопленої впевненості, однак, імператор-ідеаліст раптово помер 1313 року, а 6 листопада 1315 року Раньєрі ді Заккаре з Орв'єтто, намісник короля Роберта у Флоренції, підтвердив декрет вигнання щодо Данте Аліг'єрі, його синів і багатьох інших, засудивши їх на страту, у разі, якщо вони попадуться до рук флорентійців.
У 1300 році Данте став членом ради шести пріорів, але папська партія виселила його з Флоренції, конфіскувавши усі маєтності. У 1301 році Данте присудили до спалення, будинок його зруйнували. Рятуючись від жорстокого вироку йому довелось назавжди покинути рідне місто. 1302 року флорентійська влада постановила, що Данте загрожуватиме страта, якщо він наважиться з'явитися у місті, не виплативши призначеного штрафу у розмірі п'яти тисяч флоринів.
Відтоді Данте 19 років вів мандрівне життя, і на цей період припав пік його літературної творчості. Спершу він потрапив до Верони, згодом — до Лукки та Падуї. Мав дружні стосунки з імператором Генріхом VII, з яким зустрівся у 1313 році, коли той приїздив до Риму. Данте сподівався на його підтримку, але смерть імператора перекреслила усі його сподівання на повернення до Флоренції. Від 1320 року і до кінця життя він знайшов притулок у Равенні.

### Життя в Равенні та смерть
З 1316 — 1317 років він оселився в Равенні, куди його викликав на спокій синьйор міста, Гвідо да Полента. Тут, у колі дітей, серед друзів і шанувальників, Данте створював пісні Раю. Влітку 1321 року Данте як посол синьйора Равенни вирушив до Венеції для укладення миру з республікою Святого Марка. Повертаючись дорогою між берегами Адрії і болотами По, Данте заразився і захворів на малярію, від неї помер у ніч з 13 на 14 вересня 1321 року. Його поховали в Равенні; чудовий мавзолей, який готував йому Гвідо да Полента, не був споруджений по смерті останнього, а нині збереглася гробниця, що належить до пізнішого часу.
Усім знайомий портрет Данте Аліг'єрі позбавлений достовірності. Боккаччо зобразив його бородатим замість легендарного гладко виголеного, проте, загалом його зображення відповідає нашому традиційному уявленню — довгасте обличчя з орлиним носом, великими очима, широкими вилицями і видатною нижньою губою; вічно сумний і зосереджено-замислений.
Його могила є місцем паломництва мільйонів відвідувачів.

## Коротка хронологія
- 1265 — народження Данте
- 1274 — перша зустріч з Беатріче
- 1283 — друга зустріч з Беатріче
- 1290 — смерть Беатріче
- 1295 — створення повісті «Нове життя» («La Vita Nuova»)
- 1296/1297 — перша згадка про Данте як про громадського діяча
- 1298 — одруження Данте на Джеммі Донаті
- 1300/01 — пріор Флоренції
- 1302 — вигнаний з Флоренції
- 1304—1307 — «Бенкет»
- 1304 — 1306 — трактат «Про народну мову або красномовство»
- 1306 — 1321 — створення «Божественної комедії»
- 1308/09 — Париж
- 1310/11 — повернення до Італії
- 1315 — підтвердження вигнання Данте і його синів з Флоренції
- 1316—1317 — оселився в Равенні
- 1321 — як посол Равенни поїхав до Венеції
- У ніч з 13 вересня на 14 вересня 1321 року — помер по дорозі в Равенну

## Творчість
Данте Аліг'єрі розпочав свою літературну діяльність досить рано і написав багато творів, але світову славу принесла йому написана тосканськомим діалектом Divina Commedia  («Божественна комедія»), яку розпочав писати 1290 року, переробив 1313 року, а закінчив 1321 року. У трьох частинах («Пекло», «Чистилище», «Рай») Данте описав свою мандрівку до Бога. Супутником Данте виступає римський поет Вергілій, пізніше Данте супроводжує Беатріче, що уособлює милість Божу. Твір є справжньою енциклопедією середньовіччя. Дослідники вважають «Божественну комедію» одним з найвизначніших творів не лише італійської, але й світової літератури.
Данте Аліг'єрі був людиною релігійною і не пережив тих гострих моральних й інтелектуальних коливань, відображення яких бачили в Convivio; проте за Convivio залишається проміжне в хронологічному сенсі місце у розвитку свідомості Данте, між Vita Nuova і Божественною Комедією. Зв'язком і об'єктом розвитку є Беатріче, водночас і почуття, й ідея, і спогад, і принцип, об'єдналися в одному образі. Серед юнацьких віршів Данте Аліг'єрі є один особливо примітний сонет до його друга, Гвідо Кавальканті. Твір є виразом реального, грайливого почуття, далекого від будь-якої трансцендентності. Для розуміння Аліг'єрі як поета і людини найважливішим є його трилогія «La Vita Nuova», «Convivio» і «Divina Commedia».
Беатріче названа зменшувальним іменем: Біче. Вона, очевидно, одружена, бо з титулом Монна (мадонна) поряд з нею згадуються і дві інші красуні, якими захоплювалися і яких оспівували друзі поета, Гвідо Кавальканті та Лапо Джіянні:
|  | Хотів би я, щоб яким-небудь чарами ми опинилися, ти, і Лапо, і я, на кораблі, який йшов би по всякому вітрі, куди б ми не побажали, не боячись ні бурі, ні негоди, і в нас постійно зростало бажання бути разом. Хотів би я, щоб добрий чарівник посадив з нами і монну Ванну (Джіованні), і монну Біче (Беатріче), і ту, яка стоїть у нас під номером тридцятих, і ми б вічно розмовляли про кохання, і вони були б задоволені, а як, вважаю, задоволені були б ми! |

## Твори
- 1306—1321 Божественна комедія — Divina Commedia (іт.)
- 1304—1307 Convivio (іт.) Бенкет.
- 1304—1306 De vulgari eloquentia libri duo (лат.) Про народне красномовство, трактат.
- Egloghe (лат.) Еклога.
- Epistulae (лат.) Послання.
- Il fiore (іт.) Квітка, поема з 232 сонетів, за «Романом про Розу» (фр. Roman de la Rose) (алегоричний роман XIII століття).
- 1310—1313 Monarchia (лат.) Монархія, трактат.
- Detto d'amore (іт.) Detto d'Amore поема, також за Романом про Розу (фр. Roman de la Rose).
- Quaestio de aqua et de terra (лат.) Питання про воду і землю.
- 1295 Vita nuova (іт.) Нове життя.
- Rime (Canzoniere) (іт.) Вірші.
  - Вірші флорентійського періоду:
    - Сонети
    - Канцони
    - Балади і станси

  - Вірші, написані у вигнанні:
    - Сонети
    - Канцони
    - Вірші до кам'яної пані
- Листи

## Українські переклади Данте

### Божественна Комедія
Є свідчення, що отець Павло Штокалко наприкінці XIX — на початку XX століття одним з перших переклав українською мовою «Божественну комедію» Данте (3 книги), але невідомо, чи зберігся цей переклад.
Багато українських поетів й перекладачів перекладали окремі фрагменти «Божественної комедії». Перші 36 терцин пісні І та 6 рядків з пісні ХХХІІІ з «Підземелля» переклав у 1877—1883 роках Іван Франко — обидва ці уривки надруковано було значно пізніше, аж у 1955 році. За декілька років, у своїй монографії «Данте Аліг'єрі. Характеристика середніх віків. Життя поета і вибір із його поезії» (1913), три останні розділи присвячено послідовно «Підземеллю», «Чистилищу» та «Раю». Франко подає найзначущіші, на його думку, уривки поеми у власному перекладі, чергуючи їх з власними прозорими коментарями та переказом решти змісту. У 1892—1896 роках у Львові виходять друком перші десять пісень «Пекла» в перекладі Володимира Самійленка, що підписався В. Сивеньким (часопис «Правда» 1892—1896, окремою книжкою 1902). Наприкінці 1890-х років Леся Українка переклала 9 терцин з п'ятої пісні «Пекла». У 1965 році в Мюнхені у видавництві Ігоря Костецького «На Горі» опубліковано експериментальний переклад фрагменту «Божественної комедії» Василя Барки.
Гіпотетичний перший повний переклад перших двох частин поеми, над яким працював неокласик Михайло Драй-Хмара у 1930—1935 роках, скорше за все не зберігся. Першу й другу частини перекладу було вилучено НКВД у 1935 році. Подальша доля рукопису невідома.
Петро Карманський першим повністю переклав «Божественну комедію», однак надруковано було лише першу кантику «Пекло», яка була опублікована в 1956 році у за ґрунтовною редакцією Максима Рильського. Переклад Петра Карманського, на думку дослідника Данте в Україні Максима Стріхи, був далекий від досконалості.
Перший повний надрукований переклад «Божественної комедії» належить Євгену Дроб'язку. Переклад Євгена Дроб'язка був опублікований окремими частинами у видавництві «Дніпро»: «Чистилище» (1968 р.), «Рай» (1972 р.) і повне видання — в 1976 році. Переклад Євгена Дроб'язка відзначений премією імені М. Рильського.
У 2013—2015 роках видавництво «Астролябія» видала другий повний переклад «Божественної комедії», який виконав Максим Стріха.

### Інші твори
У 1965 році було надруковано колективний переклад «Нового життя» (Vita nuova) Аліг'єрі за редакцією Григорія Кочура. У роботі над цим виданням взяли участь Микола Бажан, Дмитро Павличко, Іван Драч, Віталій Коротич, Володимир Житник, Анатоль Перепадя.

### Список українських перекладів
Божественна комедія
Частковий переклад
Переклад Петра Карманського:
- Данте Аліг'єрі. Божественна комедія: Пекло. Переклад з італійської: Петро Карманський (за ґрунтовної редакції Максима Рильського); ілюстрації: Василь Касіян. Київ: Держлітвидав. 1956. 221 стор.

Переклад Богдан-Іван Лончина:
- Данте Аліґ'єрі. Божественна комедія: Пекло. Переклад з італійської: Богдан Лончина; ілюстрації: Юрій Козак. Львів: Видавництво Українського католицького університету, 2007. 276 с. ISBN 966-8197-26-7

Повний переклад
Переклад Євгена Дроб'язка:
- Аліг'єрі Данте. Божественна комедія. Переклад з італійської: Євген Дроб'язка, ілюстрації: Гюстав Доре. Київ: «Дніпро». 1976. 680 с.

- (перевидання) Аліґ'єрі Данте. Божественна комедія. Переклад з італійської та коментарі: Євген Дроб'язко; передмова: Олена Алексєєнко; ілюстрації: Б. П. Бублик, С. І. Правдюк. Харків: Фоліо. 2001, 2004, 2006, 2008, 2011, 2013. 607 с.: кольор. іл. ISBN 978-966-03-6428-8 («Бібліотека світової літератури»).

Переклад Максима Стріхи:
- Аліґ'єрі Данте. Божественна комедія (Пекло). Переклад з італійської: Максим Стріха. Львів: Астролябія. 2013. 352 с.: кольор. іл. ISBN 978-617-664-025-7
- Аліґ'єрі Данте. Божественна комедія (Чистилище). Переклад з італійської: Максим Стріха. Львів: Астролябія. 2014. 320 с.: кольор. іл. ISBN 978-617-664-035-6
- Аліґ'єрі Данте. Божественна комедія (Рай). Переклад з італійської: Максим Стріха. Львів: Астролябія. 2015. 368 с.: кольор. іл. ISBN 978-617-664-064-6

Нове життя
- Данте Аліг'єрі. Vita nova = Нове життя. Переклад з італійської: Микола Бажан, Дмитро Павличко, Іван Драч, Віталій Коротич, Володимир Житник; прозовий текст передмови та примітки: Анатоль Перепадя; за редакцією Г. Кочура. Київ: Дніпро, 1965. 132 стор.

- (перевидання) Данте Аліг'єрі. Vita nova = Нове життя. Переклад з італійської: Микола Бажан, Дмитро Павличко, Іван Драч, Віталій Коротич, Володимир Житник; прозовий текст передмови та примітки: Анатоль Перепадя; передмова: Іван Драч, Ольга Петрова; за редакцією Г. Кочура; ілюстрації: Г. І. Гавриленко. Київ: НАН України, Інститут літератури ім. Т. Г. Шевченка; Харків: Фоліо. 2016. 153 стор. («Бібліотека італійської літератури»). ISBN 978-966-03-7468-3 Примітка: текст українською та італійською

## Данте в українській поезії
Твори українських поетів, пов'язані з Данте:
| Автори             | Твори |
| ------------------ | --- |
| Тарас Шевченко     | - Іржавець (1847 р.) - Г. З. (1848 р.)                                                                       |
| Пантелеймон Куліш  | До Данта, прочитавши його поему «Пекло» (1861 р.)                                                            |
| Іван Франко        | - Вольні сонети, сонет XVII (1889 р.) - Тюремні сонети, сонет I (1889 р.) - Мойсей. Поема (пролог) (1905 р.) |
| Леся Українка      | Забута тінь (1898 р.)                                                                                        |
| Микола Зеров       | Данте, сонет (1921 р.)                                                                                       |
| Павло Тичина       | Відповідь землякам (1922 р.)                                                                                 |
| Тодось Осьмачка    | Данте (1928 р.)                                                                                              |
| Юрій Клен          | - Терцини (1935 р.) - Беатріче (1936 р.) - Зимові дні (1938 р.) - Попіл імперій. Частина друга (1944 р.)     |
| Максим Рильський   | Мандрівка в молодість. Пролог (1942 р.)                                                                      |
| Григорій Кочур     | Перекладач. Д. Паламарчукові (кінець 1940-х рр., концтабір в Інті)                                           |
| Ігор Качуровський  | Sonnetto Dantesco (1984 р.)                                                                                  |
| Ліна Костенко      | «Під вечір виходить на вулицю він…» (1977 р.)                                                                |
| Василь Стус        | - «Не можу я без посмішки Івана…» (1965 р.) - «І стрілку смерти відведем назад…» (Друга половина 1970-х рр.) |
| Марина Новикова    | Українські переклади (1988 р.)                                                                               |
| Яр Славутич        | Casa di Dante (з Флорентійських сонетів)                                                                     |
| Леонід Полтава     | - Перший сонет Данте - Малюнок Данте                                                                         |
| Пахльовська Оксана | Околиці Равенни (1988 р.)                                                                                    |
| Олександр Ірванець | Юркові, самому собі й Вікторові. Саме в такій послідовності (2000 р.)                                        |
| Віктор Гребенюк    | Діяння небожителів (2011 р.)                                                                                 |

## Пам'ять

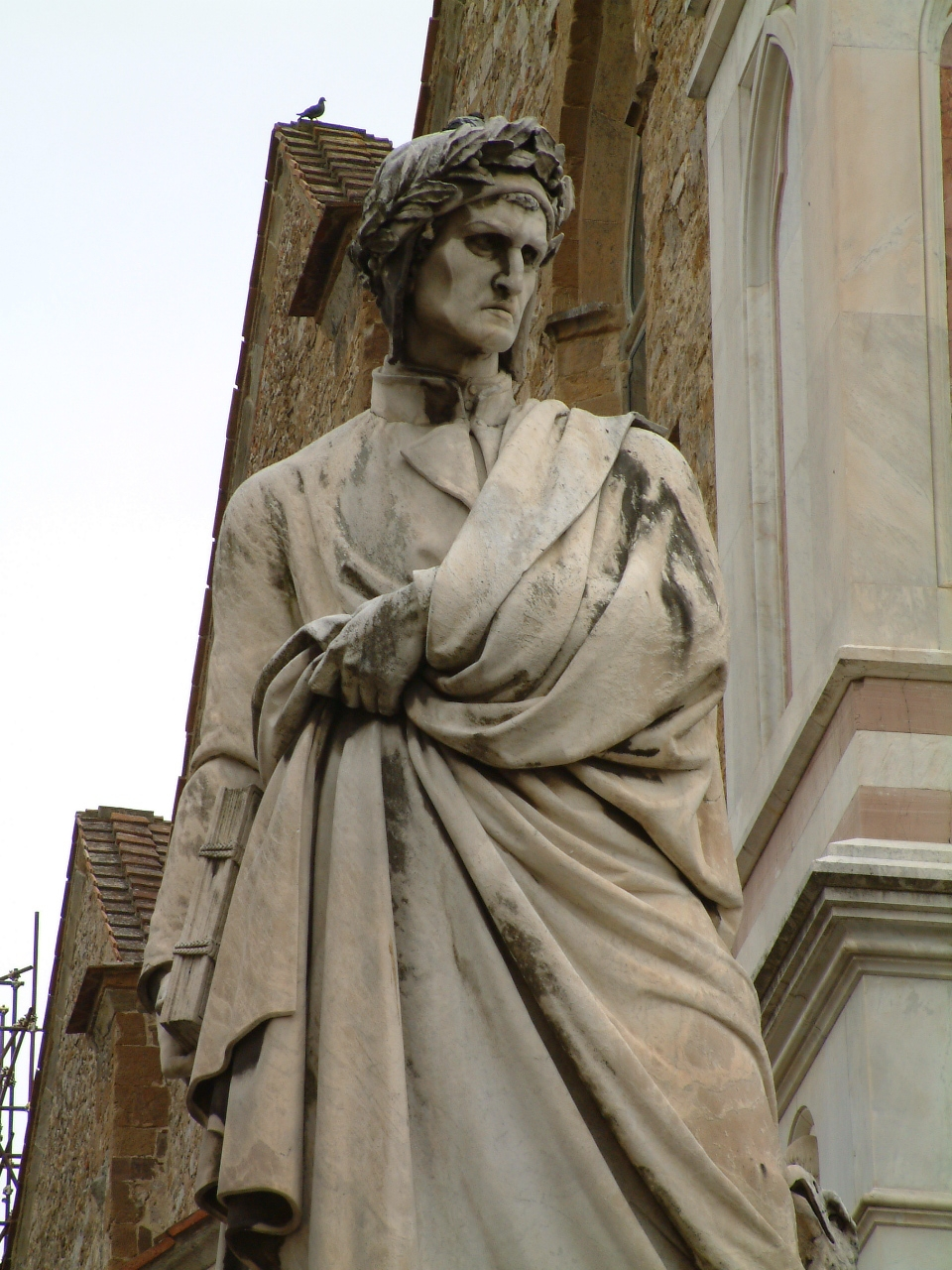
Пам'ятник Данте у Флоренції

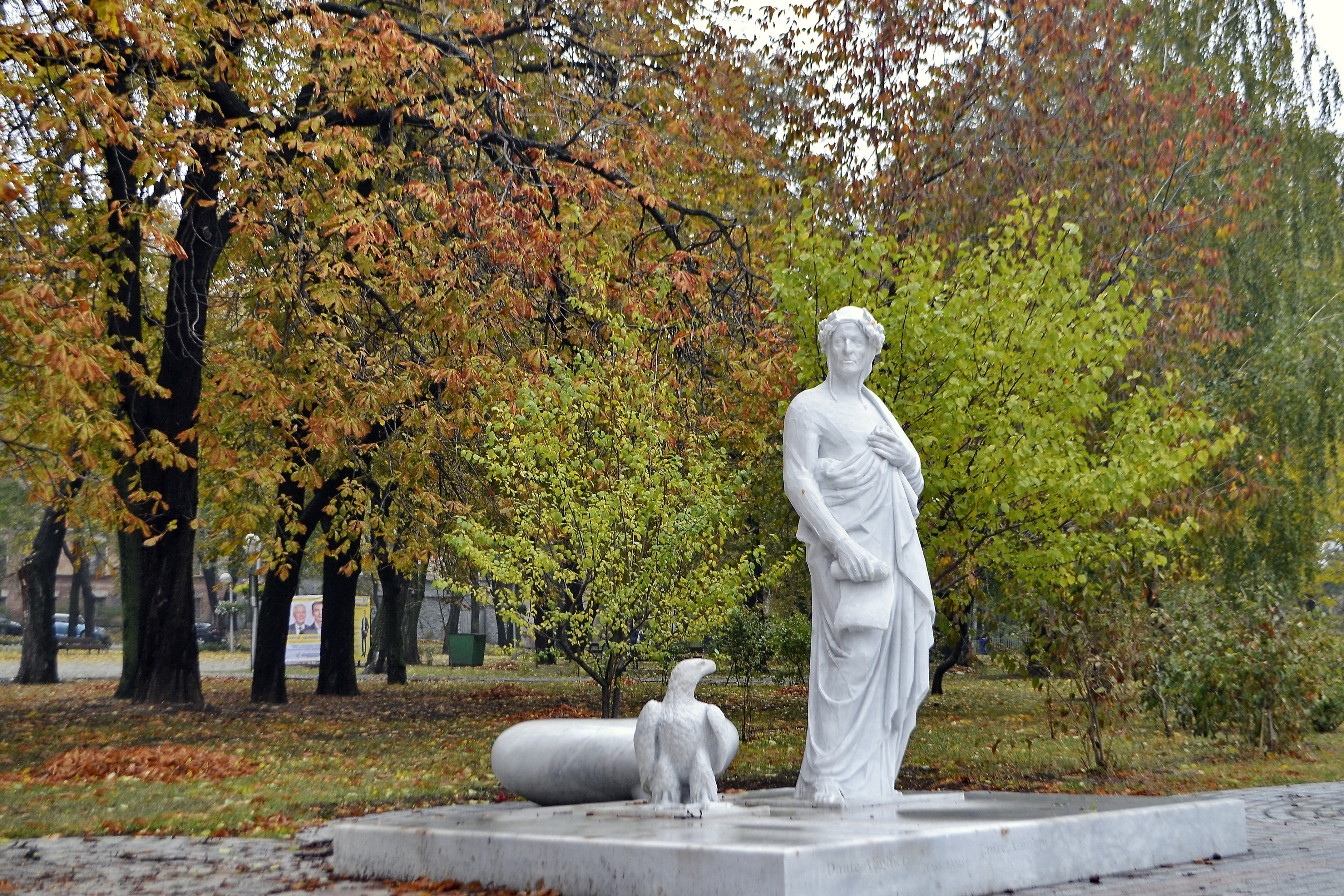
Пам'ятник Данте у Києві

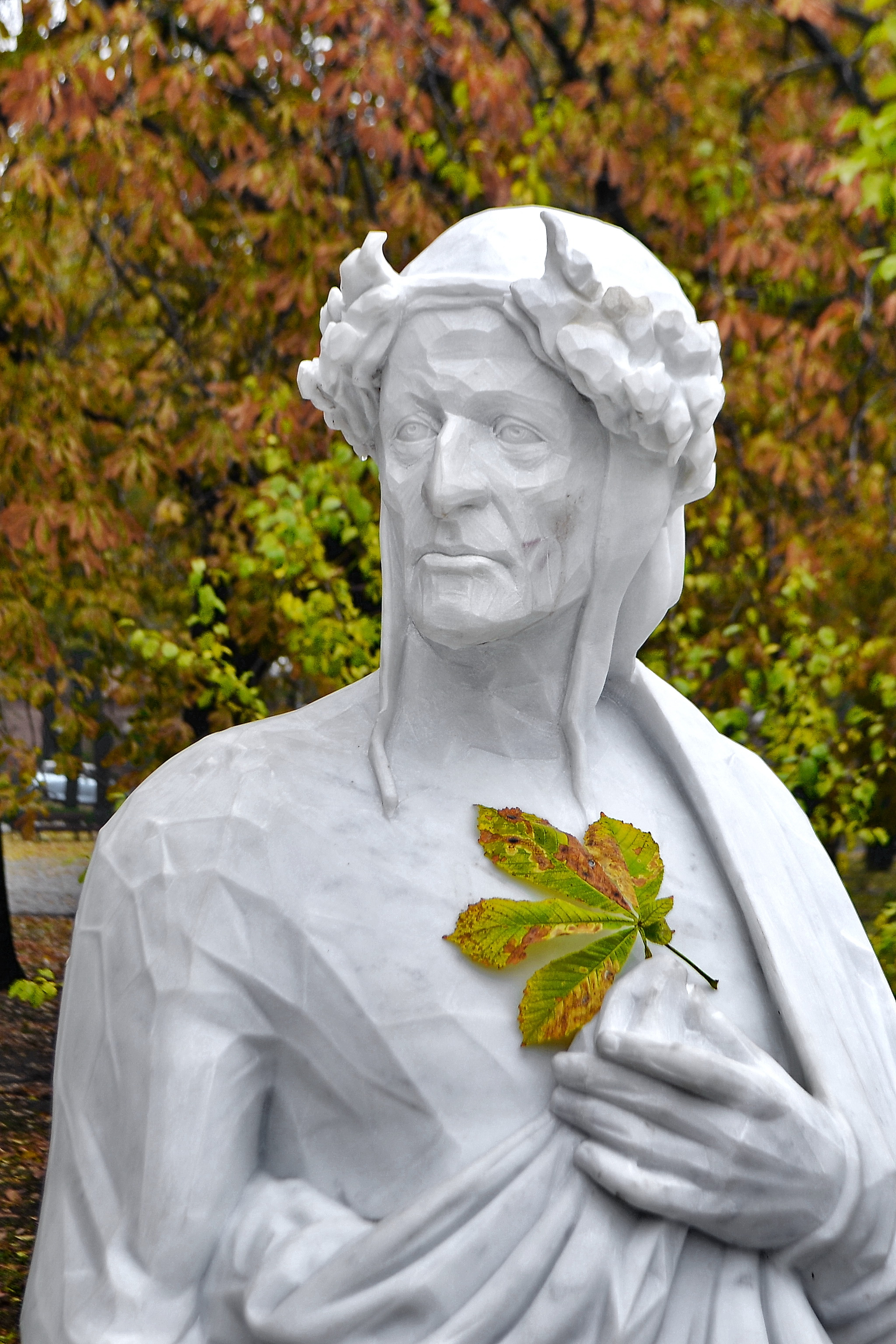
Пам'ятник Данте у Києві

У червні 2008 року, через майже 690 років після смерті Данте влада Флоренції скасувала своє рішення про його вигнання з рідного міста. За це проголосували 19 членів Флорентійської міськради, а п'ятеро висловилися проти. Мер міста Леонардо Доменічі повідомив, що ануляцію вердикту щодо Данте буде проведено під час урочистої церемонії. На ній великий флорентієць буде удостоєний найвищої нагороди міста. Критики рішення влади Флоренції називають ідею реабілітації Данте дешевим трюком, який має на меті виключно привабити до міста побільше туристів, й відмічають, що якби літератору дозволили повернутися до рідного міста, то він, можливо, ніколи б не написав свої найкращі твори.
До 750-річчя від дня народження Данте, 2015 року пам’ятник йому було відкрито на Володимирській гірці в Києві. Роботу було створено в межах проєкту з розвитку громадських просторів «Київ — місто світу».
Італійський режисер Пупі Аваті 2022 року випустив художній фільм «Данте» (італ. Dante), в основу кіносценарія якого покладено книгу «Малий трактат на хвалу Данте» (італ. «Trattatello in laude di Dante») Джованні Боккаччо. Фільм відтворює низку ключових моментів з життя Данте Аліг’єрі.